# 傑佛遜維爾鎮區 (印地安納州克拉克縣)
傑佛遜維爾鎮區（英語：Jeffersonville Township）是位於美國印地安納州克拉克縣的一個行政鎮區。

## 地方資料
根據2010年美國人口普查的數據，傑佛遜維爾鎮區的面積為69.60平方千米，當中陸地面積為68.80平方千米，而水域面積為0.80平方千米。當地共有人口59,062人，而人口密度為每平方千米848.59人。